# Walter Bryan Emery
Walter Bryan Emery (New Brighton, 2 de juliol de 1903 - El Caire, 11 de març de 1971) va ser un egiptòleg britànic. Va dedicar la seva carrera a l'excavació de jaciments arqueològics al llarg de la vall del Nil. Durant la Segona Guerra Mundial, va servir amb distinció com a oficial a l'exèrcit britànic i, immediatament després, al Servei Diplomàtic, tots dos a Egipte.

## Biografia
Walter Bryan Emery va néixer a New Brighton, Cheshire. Era fill de Walter Thomas Emery, director d'un col·legi tècnic, i de Beatrice Mary Emery. Emery va ser educat al St Francis Xavier's College de Liverpool.
En deixar l'escola, va ser breument aprenent en una empresa d'enginyeria naval. La seva formació allà va fer que es convertís en un excel·lent delineant, una habilitat que es va reflectir en els brillants dibuixos amb què van il·lustrar les seves obres publicades posteriors sobre egiptologia i que va ser igualment influent en la seva carrera militar durant la guerra.

### Arqueòleg de camp
Després de la formació preliminar a l'Institut d'Arqueologia de Liverpool, Emery va fer el seu primer viatge a Egipte com a assistent del personal de la Egypt Exploration Society, el 1923. Allà va participar en l'excavació d'Amarna, l'antiga ciutat de l'Egipte mitjà fundada pel faraó Akhenaton.
El 1924, ja era director de camp de les excavacions de Sir Robert Mond a Tebes per a la Universitat de Liverpool. Va realitzar diverses neteges, restauracions i operacions de protecció en una vintena de tombes a Xeikh Abd el-Qurna. Entre 1924 i 1928, continuant com a director de l'Expedició Mond, va treballar en excavacions a Núbia, Luxor i Tebes.

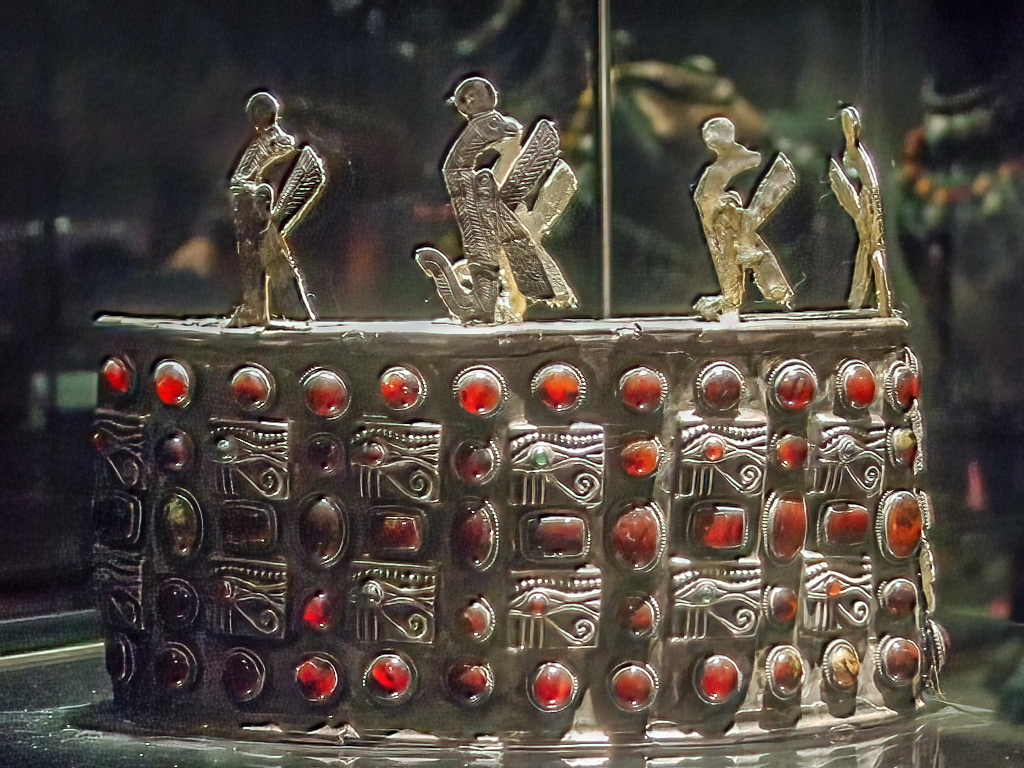
La corona d'un rei nubi local que va governar entre l'enfonsament de la dinastia meroitica l'any 350 o 400 dC i la fundació del regne cristià de Núbia l'any 600 dC. Trobat a la tomba 118 de Ballana a la Baixa Núbia per Emery.

El 1929 va ser nomenat director de camp de l'Archaeological Survey of Nubia sota els auspicis del Servei d'Antiguitats del Govern Egipci, amb l'autoritat d'explorar i excavar tots els jaciments antics de Núbia que aviat serien inundats després de l'erecció de la presa baixa d'Assuan. Treballant a Kubban, Ballana i Qustul, va excavar tombes del grup X que daten del segle III al VI dC. Va ser assistit en el seu treball per la seva esposa Molly. Amb la finalització de les excavacions de la fortalesa de Buhen va acabar el seu treball a Núbia.
Després va esdevenir director del treball de camp a Luxor i Armant. Durant els anys 1935 a 1939 va ser el director de l'Archaeological Survey of Nubia. Durant aquests anys com a director, Emery també va investigar diverses tombes de la primera dinastia a Saqqara. Mentre estava a Saqqara, va fer el descobriment significatiu d'un "zoo" de restes d'animals momificats.

### Servei militar
Emery va ser comissionat com a oficial de l'exèrcit només començar la Segona Guerra Mundial, el 12 de setembre de 1939. No hi havia cap Cos d'Intel·ligència en aquell moment, així que Emery va ser comissionat a la General List com a 2n Tinent (108571). El seu considerable coneixement local i experiència pràctica va ser inestimable per a aquells que preparaven la defensa d'Egipte contra un possible atac de les forces italianes a l'oest i al sud, i ràpidament va ser dirigit al departament d'intel·ligència al Quarter General (GHQ) de les tropes Britàniques a Egipte, a El Caire. Una preocupació inicial va ser assegurar la quantitat i qualitat de mapes que s'havien de lliurar a les unitats mobilitzades que arribaven al regne des de totes les parts de l'Imperi: s'havien de notar les condicions per als vehicles, les fonts d'aigua, les defenses enemigues recentment instal·lades, etc. La formació d'Emery com a delineant va ser un gran actiu; entre els seus col·legues de treball en aquell moment hi havia el futur general Victor Paley.
El 1942, Emery era capità de guerra en funcions, però servia amb el rang de Major. La seva contribució a l'èxit a Alamein va ser recompensada amb una Menció als Despatxos (MiD). Al final de la campanya del nord d'Àfrica, amb el desembarcament reeixit de les tropes aliades a la Itàlia continental, Emery va ser reconegut amb l'atorgament d'un MBE militar, el 1943. A més, Emery va ser promocionat a tinent coronel temporal, assumint el comandament de la seva branca.
Després de sis anys, el tinent coronel Emery, MBE, va ser alliberat del servei el 27 de novembre de 1945, i el seu rang de guerra va ser confirmat formalment. Tot i que no era únic, el seu registre era impressionant per a un oficial sense experiència militar prèvia (PME) que va ser comissionat després de l'inici de la guerra: ser promogut de Segon Tinent a Tinent Coronel, i ser guardonat amb una distinció addicional, indicava una contribució excepcional que era notable per si mateixa.
Immediatament després de la guerra, amb molts jaciments arqueològics encara sense poder excavar-se, Emery va acceptar un càrrec diplomàtic a l'ambaixada britànica al Caire. Començant com a agregat el 1947, va ascendir al rang de Primer Secretari, fins a la seva renúncia el 1951 per acceptar un càrrec acadèmic a Londres.

### Professor d'egiptologia
El 1951, Emery va ser nomenat al càrrec de Professor Edwards d'Arqueologia i Filologia Egípcies al University College de Londres, càrrec que va ocupar durant gairebé dues dècades, fins al 1970. Va ser elegit membre de l'Acadèmia Britànica el 1959, i el 1969 se li va concedir un CBE civil per la seva contribució a l'egiptologia, superant el seu MBE militar.
Durant les vacances, el professor Emery va poder reprendre un treball de camp limitat. Des de finals dels anys 1950, va treballar durant set temporades al Sudan, a Buhen i Qasr Ibrim. Després, el 1964, va tornar una vegada més a Saqqara, on va descobrir el "recinte dels animals sagrats".
Les seves publicacions principals són: Great tombs of the 1st dynasty (3 volums) dels anys 1949–58; Archaic Egypt, del 1961; i Egypt in Nubia, del 1965.
Walter Emery va tornar al seu estimat Egipte però no va gaudir d'una llarga jubilació: va ser ingressat a l'hospital el 7 de març de 1971 després de patir un ictus. Després d'un segon ictus el 9 de març, va morir a l'Hospital Anglo-Americà del Caire, l'11 de març de 1971. Va ser enterrat al Cementiri Protestant del Caire.

## Obra
- 1938 - ''Excavations at Saqqara - The Tomb of Hemaka. Government Press, El Caire
- 1939 - Hor-aha, El Caire
- 1949 - Great Tombs of the First Dynasty I, El Caire
- 1954 - Great Tombs of the First Dynasty II, Londres
- 1958 - Great Tombs of the First Dynasty III, Londres
- 1961 - Archaic Egypt, Edinburgh
- 1962 - A Funerary Repast in an Egyptian Tomb of the Archaic Period, Leiden